# Sant’Agata Feltria
Sant'Agata Feltria (romanyol nyelven Sant'Êgta) település Olaszországban, Emilia-Romagna régióban, Rimini megyében. Lakosainak száma 1949 fő (2023. január 1.). Sant’Agata Feltria Badia Tedalda, Novafeltria, Pennabilli, Sarsina, Sogliano al Rubicone, Verghereto és Casteldelci községekkel határos.

## Népesség
A település lakossága az elmúlt években az alábbi módon változott:
| Lakosok száma | 3513 | 2575 | 2446 | 2328 | 2372 | 2352 | 2360 | 2125 | 2121 | 1949 |
|               | 1853 | 1982 | 1986 | 1991 | 1996 | 2001 | 2008 | 2017 | 2018 | 2023 |